# Star Wars - Episodio III - La vendetta dei Sith
Star Wars - Episodio III - La vendetta dei Sith (Star Wars: Episode III - Revenge of the Sith) è un film del 2005 scritto e diretto da George Lucas. La pellicola è la sesta in ordine di produzione e la terza in ordine di cronologia interna della serie fantascientifica di Guerre stellari. Uscito tre anni dopo Star Wars - Episodio II - L'attacco dei cloni, costituisce l'ultimo episodio della trilogia prequel di Guerre stellari, e anche l'ultimo film live action della saga curato da Lucas prima dell'acquisizione della Lucasfilm da parte della The Walt Disney Company nel 2012.
Il film racconta la fine delle guerre dei cloni, che vedono opporsi l'esercito della Repubblica Galattica, guidato dai Jedi, e i droidi della Confederazione dei Sistemi Indipendenti. Il maestro Obi-Wan Kenobi viene incaricato di trovare e uccidere il Generale Grievous, a capo dell'armata dei separatisti, la cui cattura potrebbe porre fine alla guerra. Nel frattempo, Anakin Skywalker, compagno ed ex allievo di Kenobi, stringe un rapporto filiale con il cancelliere Palpatine, che lo porterà a soccombere al lato oscuro, cambiando le sorti della galassia e conducendo alla nascita dell'Impero Galattico.
Lucas cominciò a scrivere la sceneggiatura nel 2002, e le riprese si svolsero da giugno a settembre 2003 nei Fox Studios Australia. Del cast fecero parte Ewan McGregor, Natalie Portman, Hayden Christensen, Ian McDiarmid, Christopher Lee, Samuel L. Jackson, Anthony Daniels e Frank Oz. Il film fu presentato fuori concorso al 58º Festival di Cannes, il 15 maggio 2005, per poi essere distribuito nelle sale negli Stati Uniti d'America e nel resto del mondo a partire da mercoledì 19 maggio 2005.
Al momento dell'uscita nei cinema, infranse diversi record guadagnando un totale di 848 milioni di dollari in tutto il mondo e risultando, al tempo, il terzo film con il maggior incasso della saga di Guerre stellari. Fu il film più remunerativo del 2005 negli Stati Uniti e il secondo maggior incasso cinematografico dietro a Harry Potter e il calice di fuoco. Pur con alcune riserve sulla sceneggiatura e sui dialoghi, La vendetta dei Sith ricevette critiche per lo più positive e venne considerato il migliore dei tre prequel, anche per il modo in cui si riallaccia senza sfasature a Guerre stellari.

## Trama
Tre anni dopo lo scoppio delle guerre dei cloni tra la Repubblica Galattica e la Confederazione dei Sistemi Indipendenti, i capi dei separatisti, il Conte Dooku e il Generale Grievous, giungono a rapire il cancelliere supremo Palpatine e a sfidare le forze della Repubblica sui cieli di Coruscant. I Jedi Obi-Wan Kenobi e Anakin Skywalker penetrano quindi nella nave ammiraglia dei separatisti, la Invisible Hand, per liberare Palpatine. Qui si ritrovano a combattere contro il Conte Dooku, che Anakin sconfigge e decapita a sangue freddo, sotto gli incitamenti del cancelliere. La nave, frattanto, ha subito gravi danni e sta per precipitare su Coruscant; Grievous ne approfitta per scappare attraverso un guscio di salvataggio, mentre Anakin esegue un pericoloso atterraggio di fortuna sul pianeta. Mentre Palpatine ritorna al Senato galattico e Obi-Wan al consiglio Jedi, il giovane Jedi ritrova in segretezza la moglie Padmé Amidala, che gli rivela di essere incinta. Nonostante l'iniziale gioia per la notizia, Anakin è in seguito tormentato da incubi in cui vede Padmé morire a causa del parto. Palpatine inserisce Anakin come suo rappresentante al consiglio Jedi. Il consiglio, però, a sua volta gli ordina di sorvegliare il cancelliere e gli nega il rango di maestro nonostante le imprese compiute. Frustrato dagli avvenimenti e turbato dal pensiero di perdere Padmé, Anakin inizia a perdere fiducia nei Jedi. Intanto, Yoda si reca su Kashyyyk per combattere i separatisti al fianco dei suoi amici Wookiee, mentre Obi-Wan si dirige verso Utapau, dove i cloni hanno localizzato il rifugio personale di Grievous: dopo un lungo duello, il maestro Jedi riesce a eliminarlo.
Palpatine approfitta delle lunghe frequentazioni con Anakin per manipolarlo al suo volere e si offre di insegnargli come prevenire la morte con il Lato Oscuro, gettando infine la maschera e rivelando al giovane che egli è il Signore Oscuro dei Sith, Darth Sidious. Anakin vorrebbe subito assicurare il nemico alla giustizia ma, ancora preoccupato per la sorte di Padmé e tentato dalla possibilità di riuscire a prevenirne la morte tramite l'apprendimento delle tecniche del lato oscuro, si limita a riportare la scoperta a Mace Windu. Quest'ultimo, insieme a Kit Fisto, Agen Kolar e Saesee Tiin, tenta di arrestare il cancelliere, che ingaggia un duello con loro e in breve uccide Kolar, Tiin e Fisto. Sidious prova a uccidere Windu con i suoi fulmini di Forza, ma quest'ultimo li reindirizza contro di lui con la sua spada laser, deformandogli orribilmente il volto e riuscendo a sopraffarlo. Proprio quando il maestro Jedi sta per dare il colpo di grazia, Anakin si intromette mozzandogli la mano destra e consentendo a Sidious di eliminarlo. Sidious sottomette quindi Anakin al lato oscuro, ribattezzandolo Dart Fener, poi emana l'Ordine 66 su tutta la galassia: i cloni iniziano allora a rivoltarsi contro i loro comandanti Jedi, sterminandoli tutti. In una seduta speciale del Senato, Palpatine accusa i Jedi di alto tradimento e annuncia la trasformazione della Repubblica nell'Impero Galattico, autoproclamandosene imperatore. Fener, intanto, si reca al Tempio Jedi e compie una strage uccidendo tutti i cavalieri e i padawan rimasti, quindi si trasferisce sul pianeta vulcanico Mustafar, per assassinare in una trappola i leader separatisti, che hanno ormai svolto il loro compito.

La nascita di Dart Fener in una scena del film.

Gli unici Jedi sopravvissuti al massacro, Yoda e Obi-Wan, tornano a Coruscant e apprendono del tradimento del loro compagno. Yoda chiede quindi a Obi-Wan di occuparsi di Fener mentre lui affronta Sidious. Il duello nel Senato galattico tra i due massimi maestri nell'uso della Forza raggiunge una situazione di stallo e Yoda è costretto infine a scappare a causa dell'arrivo delle guardie dell'Imperatore. Su Mustafar, intanto, Anakin viene raggiunto dalla sconvolta Padmé, la quale ha scoperto da Obi-Wan che il marito è passato al lato oscuro e pertanto tenta di farlo ragionare, ma quando Anakin vede il suo maestro, che si era nascosto sulla nave, crede che la moglie l'abbia portato con sé per ucciderlo e arriva addirittura a strangolarla, facendola svenire. Obi-Wan ingaggia un feroce duello col suo allievo e, alla fine, gli taglia le gambe e il braccio sinistro. Anakin viene a contatto con un fiume di lava vicino, che lo arde vivo. Obi-Wan raccoglie la spada laser dell'allievo e si allontana dalla scena, distrutto dal dolore e convinto che ormai il giovane sia morto.
Yoda e Obi-Wan si ritrovano sull'asteroide Polis Massa, dove Padmé dà alla luce due gemelli: Luke e Leila. Nonostante il successo del parto, Padmé muore, sopraffatta dal dolore per la perdita del marito. I Jedi discutono allora del loro destino, in modo da nascondere la loro presenza e quella dei gemelli all'Impero. Yoda decide di andare in esilio su Dagobah, il senatore Bail Organa adotta Leila portandola con sé su Alderaan, R2-D2 e C-3PO, al quale viene cancellata la memoria, vengono ceduti al capitano Raymus Antilles, mentre Kenobi torna su Tatooine e affida Luke agli zii Owen Lars, fratellastro di Anakin, e Beru Whitesun. Nel frattempo, l'Imperatore giunge su Mustafar e, scoperto che Fener è sopravvissuto, lo trasporta su Coruscant, dove il suo corpo viene medicato, dotato di protesi e rivestito di un'armatura nera per controllarne le attività fisiologiche. L'Imperatore, Fener e il Governatore Tarkin osservano quindi la costruzione della Morte Nera.

## Produzione

### Sceneggiatura

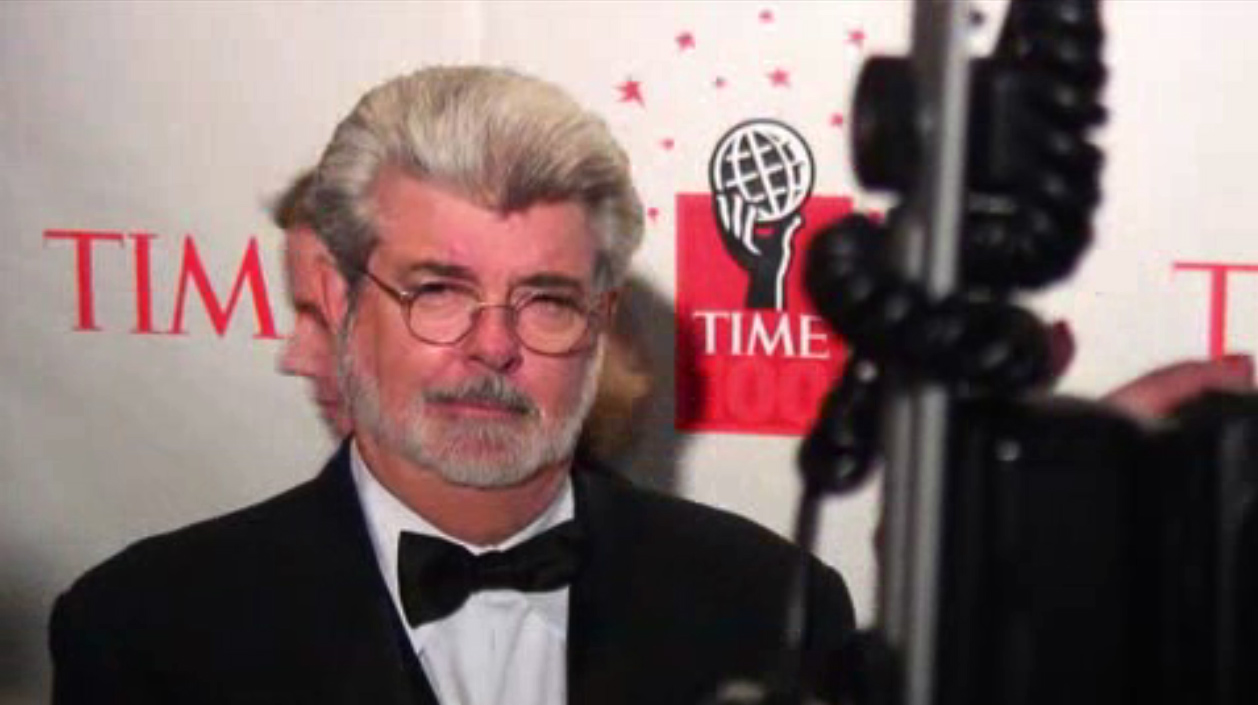
George Lucas nel 2006

La vendetta dei Sith costituì l'ultimo episodio della trilogia prequel di Guerre stellari. George Lucas cominciò a delineare i prequel già nel 1973 come retroterra dei personaggi e degli eventi del primo film, senza però scendere in dettagli minuziosi o scrivere trattamenti o soggetti, ma al livello di semplici appunti di lavorazione. Dopo la realizzazione dei primi due prequel, il terzo film avrebbe dovuto fungere da anello di giunzione con la trilogia originale, mostrando l'apice delle guerre dei cloni, la fine della Repubblica Galattica, la nascita dell'Impero e dell'Alleanza Ribelle, e la trasformazione di Anakin Skywalker in Dart Fener. Già nella trascrizione di una riunione del 1981 tra Lucas e Lawrence Kasdan si leggeva: «Anakin non fa che peggiorare e si scontra con Obi-Wan, che è costretto a duellare con lui e a gettarlo in un vulcano. Fener è a pezzi, perde l'altro suo braccio e la sua gamba e non rimane granché di lui quando le truppe dell'Imperatore lo ritrovano».
Il lavoro di scrittura de La vendetta dei Sith iniziò ufficialmente ancor prima dell'uscita de L'attacco dei cloni, nell'aprile 2002. Con molte idee in testa ancora molto variabili, però, Lucas procrastinò a lungo la stesura di una sceneggiatura e svolse buona parte delle riunioni preliminari e della pre-produzione affidandosi a bozze e appunti, finendo di scrivere una prima sceneggiatura completa solo il 10 aprile 2003. In questo modo la storia del film prese forma in parallelo alla creazione delle ambientazioni, un metodo che Lucas riteneva utile per venire ispirato nella stesura dell'azione. Lucas ideò un imponente prologo in cui si svolgevano sette battaglie su sette diversi pianeti e commissionò la realizzazione grafica di questi pianeti al reparto artistico. L'idea venne scartata quando Lucas capì che avrebbe dovuto fornire più motivazioni al passaggio di Anakin al lato oscuro. Eliminò quindi la gran parte delle scene di battaglia e decise di chiudere il primo atto con l'uccisione del Conte Dooku da parte del Jedi. Per potersi concentrare maggiormente sull'arco narrativo di Anakin, inoltre, il regista dovette eliminare anche la sottotrama legata al precedente episodio riguardante il mistero della cancellazione del pianeta Kamino dagli archivi Jedi. Per lo stesso motivo, l'autore eliminò i molti collegamenti alla trilogia originale previsti, che avrebbero distratto gli spettatori dal nucleo centrale della storia. In una delle prime bozze, Ian Solo sarebbe dovuto apparire all'età di dieci anni in una scena su Kashyyyk e Palpatine si sarebbe dovuto rivelare il "padre" di Anakin, concepito dal cancelliere attraverso il controllo dei midi-chlorian, in maniera molto simile alla rivelazione finale presente ne L'Impero colpisce ancora. Come ammesso dallo stesso Lucas:
(George Lucas)
Spostando l'attenzione della pellicola quasi interamente su Anakin, il terzo prequel rimodulò il significato dell'intera serie, precedentemente incentrata su Luke Skywalker, ma ora diventata a detta del creatore: «la storia della redenzione di Dart Fener. È una storia tragica, perché nessun malvagio si crede malvagio, pensa sempre di fare del bene. Si tratta di far vedere come una persona buona si trasforma in un personaggio malvagio».
La scrittura del film si svolse in maniera organica e fluida, tanto che Lucas continuò a rimaneggiare la sceneggiatura fino al 2004, durante la lavorazione e la post-produzione del film. In particolare, dopo la conclusione delle riprese, Lucas volle riscrivere interamente il passaggio di Anakin al lato oscuro in modo che fosse più "poetico". Mentre infatti nella versione iniziale Anakin cedeva al lato oscuro per una varietà di motivi, tra cui la sete di potere e la sincera convinzione che i Jedi stessero tramando per rovesciare la Repubblica, nella riscrittura il ragazzo si sottomette all'Imperatore soprattutto per il desiderio di salvare Padmé dalla morte. Lucas riuscì a effettuare questo cambiamento a riprese già concluse, operando sulle scene in fase di montaggio e grazie a delle riprese aggiuntive filmate nel corso del 2004. Sebbene mai confermato dalla Lucasfilm, il commediografo e autore Tom Stoppard venne accreditato da più fonti per aver contribuito a revisionare i dialoghi della sceneggiatura.
Durante la produzione i titoli papabili per il terzo prequel furono An Empire Divided, Rise of the Empire, The Creeping Fear (rivelatosi poi un pesce d'aprile) e Birth of the Empire; Lucas scelse infine Revenge of the Sith in omaggio al titolo originale de Il ritorno dello Jedi, inizialmente chiamato Revenge of the Jedi.

### Cast
- Ewan McGregor è il maestro Jedi Obi-Wan Kenobi; l'attore dovette seguire degli intensivi addestramenti. Al riguardo, McGregor affermò che: «non bisognava pensarci sopra. Arriva un punto in cui non puoi pensare "adesso arriva qui, poi sulla spalla". Deve diventare fluido»[21]. McGregor dovette subire dei ritocchi al viso, al colore dei capelli e della barba in modo da assomigliare all'interprete del personaggio nella trilogia originale: Alec Guinness. Per uniformarsi all'interpretazione dell'attore, inoltre, studiò a fondo le scene di Guinness in modo da essere aderente alla sua recitazione[22].
- Natalie Portman è Padmé Amidala che, ormai adulta, teme che il suo legame con Anakin possa compromettere le carriere di entrambi; secondo l'attrice, Padmé «possiede una personalità equilibrata, il suo ruolo è quello che per me rappresenta il vero significato del femminismo: invece che essere consumata dalla sete di potere ha fiducia nella democrazia e nell'umanità»[23]. Il film mise in luce la relazione del personaggio con Obi-Wan, sottaciuta nella precedente pellicola e sviluppatasi nel periodo che intercorre tra i due episodi[24]. Portman descrisse la scena in cui lo Jedi rivela a Padmé la natura del marito «un momento di forte intimità, anche per il fatto che ci sono delle questioni sotterranee che scorrono: quanto si frequentavano i due? Sono amici solo attraverso Anakin? È stato bello sviscerare la cosa con George»[24].
- Hayden Christensen interpreta Anakin Skywalker / Dart Fener. Christensen apprezzò che la discesa del suo personaggio sia causata dall'amore che nutre per la moglie: «la loro relazione lo spinge a commettere questi orribili atti. Crede di farlo per Padmé, lei ovviamente non lo vede così e la cosa si sfascia. Ma è quello che colpisce tutti, me e credo la maggior parte del pubblico. La sua trasformazione è spinta dall'amore, è una cosa che mi piace molto»[25], arrivando a definire la componente politica del film «una cosa che nemmeno mi sfiora, capisco sia importante ai fini della storia, ma preferisco il contesto emotivo dei personaggi»[24]. Christensen dovette allenarsi per tre mesi, più di quanto non avesse dovuto fare per le precedenti pellicole, per essere in grado di eseguire i vari duelli con la spada laser presenti nella pellicola[22]; ottenne inoltre di poter recitare anche le scene nel costume di Dart Fener, nonostante McCallum avesse già iniziato a contattare giocatori di basket abbastanza alti per la parte: «l'ho chiesto io ed è stato bello, ma molto faticoso. Faceva caldo, hanno provato a montare un sistema per l'aria condizionata ma non ha funzionato. È claustrofobico e la visione è limitata»[25].
- Ian McDiarmid è Palpatine / Darth Sidious. L'attore si disse trepidante di lavorare sulla pellicola: «sapevo che sarebbe stato il mio momento alla Dr. Jekyll e Mr. Hyde, alla Dorian Gray, dove un bene esteriore viene sovvertito da un male interiore. George [Lucas] durante le riprese si avvicinava sempre di più con la cinepresa, con questi primi piani molto intensi, quindi sapevo che dovevo dare del mio meglio per rendergli giustizia»[26]. Diametralmente opposti i suoi sentimenti nei confronti dello scontro che Palpatine ha con Windu: «non era un momento che attendevo con ansia, ma sapevo che sarebbe successo». Venne brevemente istruito da Nick Gillard, il supervisore degli stunt, per poter riuscire a filmare i primi piani; per le altre riprese subentrò una controfigura, il cui volto venne in seguito sostituito al computer[21].
- Samuel L. Jackson interpreta Mace Windu; Jackson si disse entusiasta nel ritornare a vestire i panni del maestro Jedi, in quanto sapeva che quell'apparizione sarebbe stata la sua ultima e sperava per il suo personaggio una fine degna di lui, con una battaglia grandiosa che sarebbe stata «divertente da preparare e da girare». Appassionato della saga, l'attore descrisse Windu come «in costante evoluzione, è stata un'esperienza grandiosa vedere il suo percorso nei tre film»[27]. Nonostante Windu perisca nel corso del film, Jackson ha ripetuto più volte di ritenere che il personaggio possa essere sopravvissuto e si è detto interessato a tornare i vestire i suoi panni in future produzioni del franchise[28][29].
- Anthony Daniels è C-3PO; come nel precedente episodio, alcune sue scene furono girate con una versione in grafica computerizzata, in quanto il costume del droide permetteva movimenti limitati all'attore. Ulteriori modifiche furono effettuate in post-produzione sul costume, in quanto, essendo lucidato, rifletteva l'immagine dei set circostanti e delle telecamere[22].
- Frank Oz è Yoda. Come per il precedente episodio, il personaggio venne creato al computer dagli animatori supervisionati da Rob Coleman, mentre Oz si limitò a prestare la propria voce. L'attore spese parole di encomio per il passaggio al digitale: «è bellissimo vedere Yoda fare cose impensabili prima d'ora, vedi la crescita del personaggio grazie a queste libertà di manovra. Certo, si perde la fisicità del pupazzo, ma è una minima perdita rispetto a quello che si guadagna». Secondo Oz, gli animatori ebbero un compito ancora più arduo rispetto a L'attacco dei cloni: «quello che dovevano fare in quel caso era mimare il mio lavoro, qui dovevano superare quello che avevo fatto io, c'è una vera transizione perché, oltre a rispettare il personaggio, gli dovevano conferire un po' più di vita»[30].
- Jimmy Smits è Bail Organa; Smits descrisse la lavorazione del film in maniera positiva, affermando che «è bello poter fare di più in questa storia, sapevo di essere un politico e che avrei interagito con i personaggi per far muovere la trama molto di più che negli altri episodi, essendo la politica una parte integrante del film»[24].
- Kyle Rowling è il Generale Grievous; Rowling interpretò il personaggio durante le riprese, fungendo da guida per gli animatori, che avrebbero poi sostituito l'attore in fase di post-produzione[31]. Grievous venne in seguito doppiato da Matthew Wood, fonico e sound designer del film. Wood rimpiazzò Gary Oldman, il quale, in trattative avanzate per fornire la sua voce al personaggio, interruppe i negoziati quando venne a sapere che il film sarebbe stato realizzato al di fuori dello Screen Actors Guild di cui era membro. Il fonico era stato incaricato di registrare i provini e inserì anche il suo in mezzo agli altri, che risultò proprio quello selezionato per l'opera finale[32].
- Christopher Lee è il Conte Dooku / Darth Tyranus. L'attore poté tornare a interpretare il braccio destro di Palpatine per un breve periodo di tempo, appena tre giorni, in quanto la lavorazione del film coincise con le riprese aggiuntive effettuate per Il Signore degli Anelli - Il ritorno del re. Tutte le scene con Lee vennero girate di fronte a uno schermo verde, in quanto il set dell'Invisible Hand non era ancora stato costruito[33].
- Silas Carson veste i panni di Nute Gunray e Ki-Adi-Mundi; grazie agli avanzamenti tecnologici intercorsi tra i precedenti episodi, Carson poté registrare anticipatamente i propri dialoghi, che vennero in seguito sincronizzati ai movimenti della bocca della maschera animatronica grazie al computer. In questo modo, durante le riprese sul set, l'attore si concentrò soltanto sul movimento corporeo dei due personaggi. Differenziò i loro caratteri attraverso la prossemica: Gunray, viscido e codardo, venne interpretato con movimenti sgraziati e inarcuati, mentre lo Jedi Ki-Adi-Mundi risultò nobile ed elegante[34].

Numerosi furono i camei presenti in questo episodio. Nella sequenza ambientata all'opera di Coruscant, Lucas compare nelle vesti del Barone Papanoida, assieme alle due figlie; nella stessa scena appare anche Anthony Daniels, riprendendo un personaggio comparso nel precedente episodio, e i supervisori John Knoll, Rob Coleman e Roger Guyett. Jett Lucas, figlio del regista, interpreta uno degli ultimi padawan che tentano di scappare dai cloni soldati. Nick Gillard, il coordinatore degli stunt, appare in un ologramma mentre si difende da Anakin nel Tempio Jedi, con il nome di Cin Drallig. Nello stesso ologramma compare anche la figlia del produttore del film Rick McCallum, Mousy McCallum, nel ruolo della Jedi Bene. Un altro cameo è costituito da Jeremy Bulloch (che aveva interpretato Boba Fett nella trilogia originale) nel ruolo di Colton, pilota della Tantive. Nella scena finale del funerale ha una parte anche l'attrice Keisha Castle-Hughes. Christian Simpson è apparso come controfigura di Hayden Christensen.

### Pre-produzione
Per la produzione venne stanziato un budget di 113 milioni, lievemente inferiore rispetto ai 115 milioni dei due episodi precedenti. Poiché questo investimento venne effettuato dallo stesso Lucas, il produttore Rick McCallum si assicurò di non sforare la quota prevista. La progettazione del film iniziò ancor prima dell'uscita de L'attacco dei cloni, con la prima riunione tra Lucas e il reparto artistico datata 25 aprile 2002. Contrariamente ai due film precedenti, il team di concept artist non venne supervisionato da Doug Chiang, ma da Erik Tiemens e Ryan Church.
La vendetta dei Sith introdusse diversi nuovi personaggi e scenari, come il generale dei droidi Grievous, gli abitanti di Utapau e il destriero di Obi-Wan, Boga. Quest'ultimo, nelle intenzione di Lucas, avrebbe dovuto essere un animale nobile e potente dalle fattezze anfibie. Gli artisti sperimentarono con varie tipologie di lucertole, tra cui quelle alate, per poi finalizzare il disegno su un animale che mischiasse le caratteristiche di un geco con quelle di un uccello. Su suggerimento di Lucas, venne aggiunta una criniera di piume, conferendo all'animale la forte espressività dei felini. Per l'aspetto di Grievous, Lucas non aveva idee chiare e dette istruzioni agli artisti di ispirarsi a immagini mortuarie, senza però limitarli con specifiche richieste. Il reparto concepì quindi una vasta gamma di personaggi, finché Warren Fu, ispirato dal profilo di una bottiglietta spray, non ideò il design scelto dal regista; Grievous si concretizzò in un cyborg, un «alieno nel guscio di un droide, che avrebbe ben profetizzato il destino di Anakin». I dettagli vennero poi realizzati dallo scultore Robert Barnes, che conferì al cranio del personaggio l'aspetto di una coda di scorpione. Gli abitanti di Utapau vennero originariamente disegnati per abitare il pianeta lavico di Mustafar e vennero concepiti come esseri alti e magri, dall'aura sacerdotale, ai quali venne applicato un design che mischiava gli aztechi alla moda degli anni venti. I concept artist ebbero la possibilità di lavorare anche su personaggi già apparsi nella trilogia originale: come i Wookiee, i cui mezzi di trasporto omaggiarono lo stile rinascimentale di Leonardo da Vinci e le cui dimore fusero il design già stabilito da Ralph McQuarrie ne The Star Wars Holiday Special e i dettami dell'architettura organica di Frank Lloyd Wright; o Dart Fener, la cui maschera venne ridisegnata per renderla simmetrica. Anche le astronavi vennero rimodulate per avvicinarle alla classica forma triangolare delle navi imperiali viste nei film originali. In particolare Lucas riprese alcuni design rimasti inediti e utilizzò gli schizzi di Joe Johnston per l'Invisible Hand di Grievous e per i veicoli corazzati dei cloni su Kashyyyk.
Come per i precedenti episodi, la scenografia del film venne curata da Gavin Bocquet, il quale collaborò con il reparto artistico, per stabilire il design delle varie scene, e con quello della carpenteria, per supervisionare la costruzione degli sfondi. Svolgendosi su molti pianeti diversi, la pellicola presenta una varietà di ambientazioni che dovevano essere ben differenziate tra di loro, per far comprendere immediatamente allo spettatore dove si stesse svolgendo l'azione. Kashyyyk, il pianeta dei Wookiee, adottò le atmosfere dell'isola del Pacifico di Bora Bora, alla quale venne applicata una tavolozza di colori spenti per rendere l'idea della guerra; Utapau, il pianeta dove si rifugia Grievous, venne immaginato come un luogo dallo stile organico, con grandi strutture ossee, simili a scheletri di ragni. Tuttavia, in seguito alla creazione di un lungo inseguimento tra il cyborg e Obi-Wan, venne riprogettata l'intera cittadella sotterranea di Pau City, già ideata negli anni settanta da Ralph McQuarrie, e ridefiniti molti elementi del pianeta, che Lucas voleva più industriale e meno naturale. Anche a Mustafar, il pianeta su cui si svolge l'epilogo, venne conferito un aspetto ingegneristico, con uno stile da altoforno, rendendolo un ambiente allo stesso tempo selvaggio e controllato, in parte basato sulle cordigliere del Grand Teton, nel Wyoming. Gli artisti pensarono di distinguere ogni pianeta, oltre che con vari stili architettonici, anche in base al tipo di guerra che vi si stava svolgendo: così il dinamismo degli scontri su Kashyyyk venne ispirato dallo sbarco in Normandia e dalla battaglia di Iwo Jima, Mygeeto doveva ricordare l'offensiva delle Ardenne, mentre Felucia venne influenzata dall'aspetto del Vietnam.
I design approvati da Lucas venivano inviati al reparto di pre-visualizzazione, in cui si creavano dei modelli animati in CGI dei vari ambienti e personaggi. Questi modelli erano poi animati al computer in maniera rudimentale per creare degli storyboard, in modo che il montatore Ben Burtt e Lucas potessero pianificare lo svolgimento, la disposizione e l'illuminazione delle scene più complesse e ricavare un'impressione del filmato ultimato prima ancora di girare le scene. Anche Steven Spielberg collaborò al processo in qualità di guest director, supervisionando la pre-visualizzazione delle maggiori sequenze d'azione del film: lo scontro tra Grievous e Obi-Wan, il duello su Mustafar, quello tra Yoda e Palpatine e il montaggio dell'ordine 66. In un secondo momento i design ultimati e gli storyboard venivano inviati al reparto produzione per iniziare ad allestire set, oggetti di scena e costumi che sarebbero serviti per le riprese.

### Lavorazione

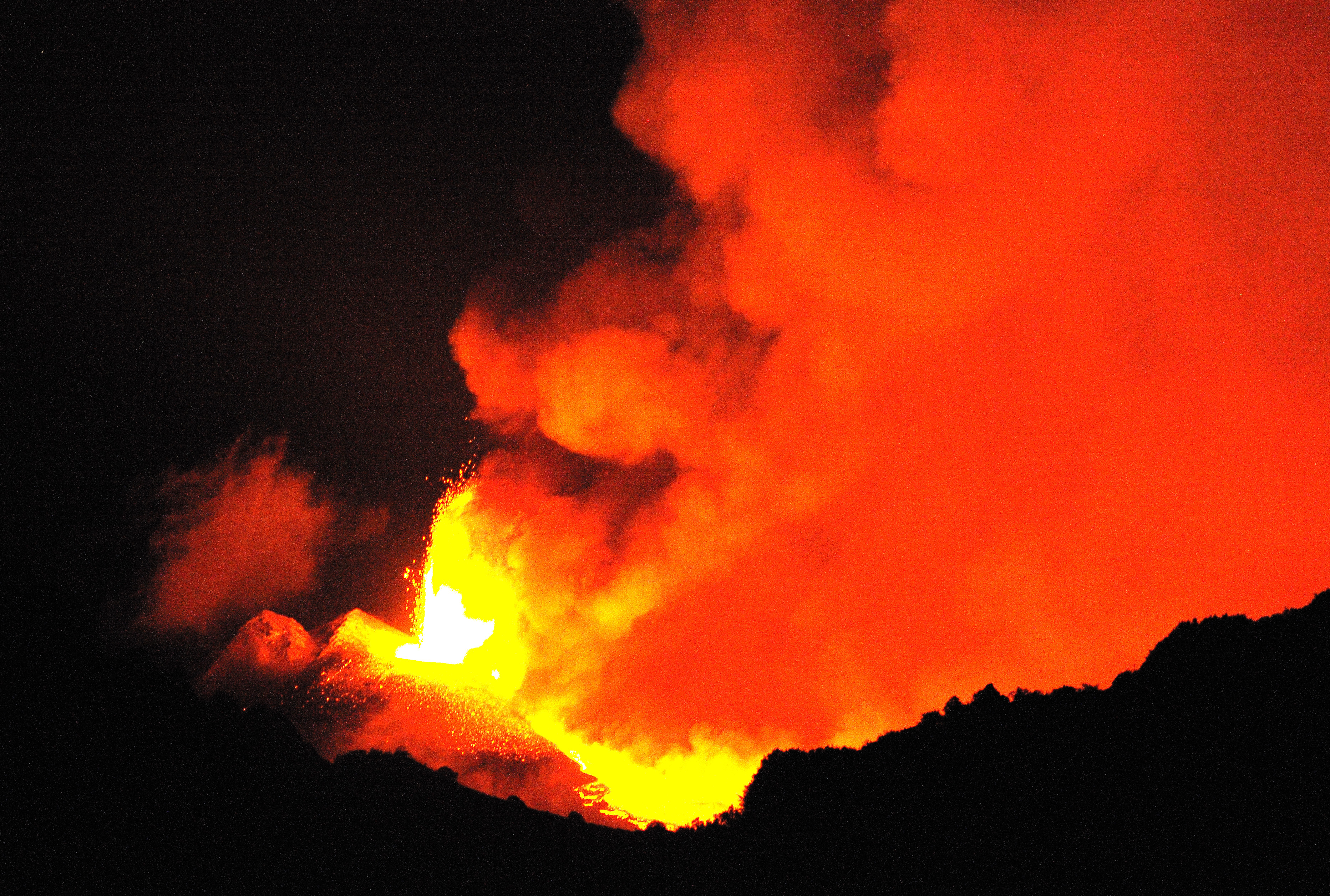
Le riprese dell'Etna in eruzione vennero usate per girare le scene del duello tra Anakin e Obi-Wan sul pianeta Mustafar.

Le riprese del film si svolsero dal 30 giugno al 17 settembre 2003 con il titolo di lavorazione The Bridge. L'unità principale, guidata da Lucas, operò negli studi Fox Studios Australia della 20th Century Fox a Sydney, dove vennero allestiti 67 set e girata la totalità delle scene, ricorrendo al blue screen. Una seconda unità guidata da Rick McCallum venne invece inviata in giro per il mondo per riprendere singoli elementi o ambientazioni da usare come sfondo: i monti di Grindelwald per Aldeeran, Phuket in Thailandia e Guilin in Cina per Kashyyyk, oltre a location in Inghilterra e Tunisia. Nel novembre del 2002, inoltre, una squadra si era recata in Italia per filmare l'attività vulcanica dell'Etna, le cui eruzioni sarebbero poi state usate per il paesaggio di Mustafar. Nell'agosto del 2004 si resero necessarie ulteriori riprese, per fornire inquadrature di raccordo o per girare scene inedite elaborate nel processo di montaggio. «Ci sono registi che girano i film. Io giro intorno ai film», ebbe a dire Lucas, «il copione è un punto di partenza, creo il film in sala di montaggio, quindi a volte sono necessari degli aggiustamenti in corso d'opera». Le riprese extra vennero effettuate agli Shepperton Studios di Londra dal 23 agosto 2004 al 31 gennaio 2005.
Della regia si occupò nuovamente Lucas, che tornò a dirigere per la quarta volta un film della saga da lui creata dopo Guerre stellari, La minaccia fantasma e L'attacco dei cloni. Lucas impostò il film ispirandosi allo stile dei serial cinematografici degli anni trenta «che erano di solito in dodici episodi, tutto è fatto con quello stile di recitazione, le scritte e gli elementi della storia affondano le radici in uno stile che dominava in quegli anni». Alla regia collaborò inoltre il supervisore dell'animazione Rob Coleman, incaricato di girare i frammenti dal vivo impiegati nella sequenza su Kashyyyk. Per il film Lucas utilizzò cineprese digitali in alta definizione Sony HDC-F950. Molte scene vennero girate utilizzando due o più telecamere, disposte sul set in modo da ottenere più angolature da poter utilizzare in sede di montaggio: «così che, se ho un'interpretazione davvero buona, posso utilizzarla da più posizioni». Grazie alla tecnologia digitale, il regista poteva inviare il girato ai montatori nello stesso giorno in cui veniva effettuato, un trasferimento che avrebbe invece richiesto almeno ventiquattr'ore se si fosse svolto su pellicola.
La fotografia venne curata da David Tattersall, che si occupò principalmente dell'illuminazione dei set, in quanto Lucas preferì scegliere in anticipo le inquadrature delle scene. Il direttore della fotografia definì lo stile del film «classico», per scelta delle angolazioni, tagli, primi piani e composizione del quadro: «non ci sono movimenti di macchina radicali o illuminazioni ardite, niente deve attirare attenzione sulla fotografia». Secondo Tattersall, il compito più arduo del suo lavoro fu quello di creare luci in scene che sarebbero state abbinate a effetti speciali, in particolare la sequenza su Mustafar, dove la scenografia reale era ridotta al minimo e le fonti di luci, rappresentate dalla lava, erano in continuo movimento, o quella della nascita di Dart Fener, in cui andava creata una luce zenitale che conferisse la sensazione di essere in un luogo «a metà tra un ambulatorio odontoiatrico e una sala interrogatori».
La realizzazione delle protesi e del trucco delle creature aliene fu supervisionata da Dave Elsey. Il compito più imponente per il truccatore fu la costruzione dei costumi e delle maschere degli Wookiee: vennero costruiti sei costumi in fibra di vetro e altrettante maschere, più di quante ne fossero mai state fatte prima. La squadra di Elsey ebbe difficoltà a scolpire il muso dei Wookiee perché non esistevano immagini dei loro volti senza la pelliccia; solo grazie a delle rare foto di scena provenienti dal set del primo Guerre stellari fu possibile visionare la struttura della maschera, alla quale i truccatori applicarono manualmente i singoli peli, invece che incollarli, in modo che sembrassero crescere dalla pelle. Altro elemento importante per Elsey fu il trucco delle ustioni sul corpo di Anakin nel finale del film, per il quale dovette consultarsi a lungo con Lucas su quanto accurate dovessero essere le lesioni. Nonostante i due convennero su un certo grado di stilizzazione delle ustioni, Elsey premette per realizzare ferite quanto più realistiche possibili: «ci tenevo a far vedere che il danno era grave, gli sono successe cose brutte che gli hanno formato il carattere».

### Post-produzione
La post-produzione de La vendetta dei Sith iniziò prima del termine delle riprese e si svolse fino ad aprile 2005, poche settimane prima dell'uscita del film, richiedendo quasi due anni. Gli effetti speciali, a opera della Industrial Light & Magic, vennero supervisionati da John Knoll. Delle circa 2 300 scene che andarono a comporre la pellicola, 2 151 utilizzavano un qualche tipo di effetto speciale, un record per l'epoca. A causa di questo carico di lavoro, a metà della lavorazione venne chiamato un secondo supervisore, Roger Guyett, per lavorare alla complessa sequenza su Mustafar, il quale optò per un'immagine sottoesposta, «in modo che avesse un look da film horror, quasi fosse un inferno dantesco». Oltre all'uso della grafica computerizzata, venne costruito un modello in scala 1:134 del paesaggio roccioso, inclinabile fino a dieci gradi, dove venne fatta scorrere una mistura di metilcellulosa e sughero illuminata dal basso e colorata d'arancione per simulare la lava; i tecnici preferirono filmare fisicamente il fluido piuttosto che ricrearlo al computer, in quanto difficilmente controllabile da un elaboratore. Alla stessa maniera, gli enormi alberi-casa su Kashyyyk vennero filmati grazie all'utilizzo di un modellino alto quattro metri in scala 1:72, orientato da varie angolazioni per permettere più riprese e far sembrare la spiaggia ricoperta da una vera foresta.

Grievous venne animato come se non avesse il controllo dei propri movimenti.

Rob Coleman si occupò invece di supervisionare le animazioni, guidando un gruppo di artisti che dessero vita ai numerosi personaggi della pellicola, per un totale di 1 269 sequenze animate. L'esercito degli Wookiee venne realizzato con sei attori in costume e la tecnica della motion capture, che permise di moltiplicare i soldati, dando loro diverse pose e atteggiamenti. Al contrario, il personaggio di Grievous venne animato manualmente, senza l'aiuto della motion capture: «volevamo si muovesse in modo diverso, come se non avesse il completo controllo delle sue parti meccaniche, una cosa che sembrasse minacciosa e strana», concentrandosi maggiormente sugli occhi, che dovevano trasmettere l'aggressività del generale. I veicoli derivati dalla trilogia originale, come gli AT-RT, basati sugli AT-ST, vennero animati seguendo con fedeltà il lavoro di Phil Tippett e mimando il più possibile la tecnica del passo uno. Nell'intervallo di produzione tra il secondo e il terzo episodio, il team di Coleman, per prendere confidenza con le lunghe scene di recitazione previste per il personaggio, animò tutte le sequenze de La minaccia fantasma in cui compare Yoda, sostituendo quindi il pupazzo con la versione digitale dello stesso. L'animazione di Yoda per La vendetta dei Sith venne poi perfezionata grazie al nuovo programma di rendering per la diffusione ottica sottocutanea, che aumentò il realismo della pelle e delle trasparenze. A tal scopo, inoltre, Coleman effettuò delle riprese di riferimento per avere un riscontro accurato dei cambiamenti del volto sottoposto a sforzo, necessarie soprattutto per il duello finale con Palpatine. Secondo il supervisore dell'animazione, Lucas si convinse a rendere Yoda un personaggio di primo piano nel terzo episodio e a dargli certe scene per via dell'affinamento sempre più marcato delle tecniche di animazione digitali: «ci sono dei bellissimi primi piani in questo film e un lungo colloquio tra lui e Anakin, che non credo George avrebbe scritto per Episodio II, non si sarebbe fidato di farci recitare. Ma ora sappiamo destreggiare le reazioni, le espressioni facciali, il dubbio, l'atto del pensare».
Ben Burtt creò gli effetti sonori del film partendo dalla libreria di suoni che aveva ideato per i precedenti episodi. Coadiuvato da Matthew Wood, supervisore del doppiaggio e dei rumoristi, Burtt fece ricorso a effetti reali per rendere concrete le atmosfere esotiche dei vari pianeti, in particolare Mustafar, dove il designer usò registrazioni di vento e tuoni per il rombo dei vulcani, e lo scoppio di mortai militari, suoni d'acqua o perfino quello di una pala immersa nel fango per i fiumi di lava. Ancora, la persistente tosse di Grievous venne creata partendo dalle registrazioni di Lucas, che durante le riprese aveva la bronchite e tossiva spesso. Il missaggio sonoro venne effettuato per la prima volta con Pro Tools, che permise di intervenire sulle tracce audio «chirurgicamente, in ogni momento fosse necessaria una modifica»; secondo Burtt «una cosa del genere non era mai stata fatta per un film su questa scala».
Il montaggio della pellicola venne realizzato da Ben Burtt e Roger Barton; il primo lavorava al ranch allo Skywalker Ranch, in California, il secondo a Sydney, in contemporanea alle riprese negli studi della Fox, grazie alla tecnologia digitale, che permise di ottenere e montare i giornalieri in maniera quasi immediata. Come ebbe a dire Burtt: «ogni inquadratura è come una parola all'interno di una frase e sta al montatore metterle insieme per raccontare la storia». Una volta terminate le riprese, Lucas lavorò a stretto contatto con i due per montare la pellicola; il primo montaggio del film, della durata di quattro ore, venne snellito per raggiungere la metà del tempo. Durante questa fase molte sequenze vennero reiventate e riscritte, occorrendo il ritorno sul set per girare inquadrature apposite. Per determinate scene, come quelle del duello finale, il copione costituì soltanto il punto di partenza, venendo rimodulato più volte durante la post-produzione.

### Scene eliminate
Molte delle scene eliminate dal film vennero tolte per questioni di tempistica, specialmente nella prima sequenza, quella del salvataggio di Palpatine, che nel primo montaggio durava più di un'ora: venne rimossa la morte di Shaak Ti per mano di Grievous, una sezione in cui Obi-Wan e Anakin finiscono nello scafo dell'Invisible Hand, un dialogo tra i due nell'ascensore e una breve sequenza in cui la nave si ribalta. Sempre per ragioni di tempo e per focalizzare l'attenzione sui travagli di Anakin, venne rimossa un'intera sottotrama riguardante la nascita dell'Alleanza Ribelle, in cui Padmé e Bail Organa radunano un gruppo di senatori dissidenti. Altri tagli riguardarono l'accorciamento di sequenze complesse come la fuga di Grievous da Utapau, la battaglia su Kashyyyk, il montaggio dell'Ordine 66, e gli scontri alternati di Yoda con Palpatine e di Obi-Wan con Anakin. Lucas decise inoltre di rimuovere dal finale della pellicola l'esilio di Yoda su Dagobah perché avrebbe cozzato con le scene riguardanti la famiglia Skywalker.

## Colonna sonora
A realizzare la colonna sonora del film venne chiamato John Williams, artefice di tutte le musiche della serie. Già nel novembre del 2001, Williams descrisse le proprie intenzioni per l'ultimo episodio della saga: «George mi ha raccontato come finirà e quando l'ho sentito gli ho detto che si sbrigasse a farlo, perché sarà un finale favoloso». Dopo aver visionato la pellicola nel gennaio del 2005, il compositore si mise all'opera, avendo a disposizione dieci settimane per scrivere tutte le musiche.
«Il film è certamente il più cupo dei sei» disse Williams «ma la musica non deve necessariamente sottolineare l'oscurità o la rabbia degli eventi, quanto più, credo, potrebbe suscitare compassione negli occhi di chi guarda la caduta di un eroe verso il male». Williams limitò il riutilizzo dei temi classici al brano A New Hope, derivazione diretta delle sonorità del primo Guerre stellari e, su suggerimento di Lucas, Williams riprese la composizione di ispirazione religiosa Duel of the Fates, usato per il finale de La minaccia fantasma, integrandola nel duello tra Yoda e Palpatine, alla quale venne affiancata il nuovo tema centrale del film, Battle of the Heroes, un motivo dal ritmo sostenuto con una massiccia presenza di ottoni e di tonalità tragiche, perché «quelli che stanno duellando sono amici». La colonna sonora mostrò una varietà di soluzioni inedite per la serie, come Padmé's Ruminations, una partitura lamentosa, creata con strumenti a corda, per rendere l'ansia e la disperazione del personaggio, o The Birth of the Twins and Padmé's Destiny, in cui il coro di campane tubolari esprime la gravità emotiva della situazione. A opera della London Symphony Orchestra, le registrazioni della colonna sonora si conclusero il 17 febbraio 2005, con un arrangiamento esteso di The Throne Room, una traccia originariamente apparsa in Guerre stellari. Alcuni membri dell'orchestra, come il trombettista Maurice Murphy, presente in tutti e sei i film della saga, si dissero molto commossi nell'occasione.
La colonna sonora venne pubblicata su CD da Sony Classical il 3 maggio 2005, più di due settimane prima del debutto del film, in un cofanetto contenente anche il DVD Star Wars: A Musical Journey, nel quale si ripercorrono, tramite sedici videoclip presentate da Ian McDiarmid, tutti i temi più famosi dei sei film. La colonna sonora ricevette recensioni molto positive da parte dei critici, che accostarono il lavoro di Williams alle opere sinfoniche di Claude Debussy e decretarono La vendetta dei Sith «una delle colonne sonore che hanno reso Williams una leggenda. È un capolavoro che chiude la serie con alcuni dei momenti musicali più importanti nella storia del cinema».

## Promozione
La campagna pubblicitaria del film fu incentrata sulle tradizionali tipologie promozionali come poster, trailer e clip, dedicati ai protagonisti della serie e in particolare ad Anakin Skywalker e al suo alter ego Dart Fener, per mettere in risalto il fatto che l'episodio segna il punto di svolta nella trasformazione del personaggio e l'anello di giunzione tra la trilogia prequel e quella originale.
I poster del film vennero ideati da Drew Struzan, già ideatore dei poster dei prequel e delle edizioni speciali della trilogia originale, apprezzato da Lucas a tal punto da obbligare il marketing a utilizzare i suoi dipinti come unici poster per tutti i Paesi in cui il film veniva distribuito. Struzan realizzò due varianti: un teaser poster raffigurante Anakin Skywalker, il cui mantello si trasforma nell'elmo di Dart Fener; e un poster più classico per la distribuzione ufficiale, con in primo piano i volti dei protagonisti della serie e un'immagine dello scontro tra Anakin e Obi-Wan. Per questa seconda locandina l'artista lamentò le interferenze della Lucasfilm sul risultato finale, frutto dell'unione di due suoi diversi disegni: «realizzai un disegno a parte di una testa enorme di Dart Fener nello stesso stile dell'originale. [Nel poster finale] lo studio sovrappose digitalmente le due immagini e la cosa mi irritò parecchio, dato che ora la composizione era sbilenca».
Il teaser trailer venne reso pubblico il 4 novembre 2004. Il trailer definitivo debuttò il 10 marzo 2005 sull'emittente televisiva Fox durante la trasmissione di The O.C. e sul sito StarWars.com per gli abbonati al servizio Hyperspace. L'uscita cinematografica fece seguito l'11 marzo in abbinamento al film d'animazione Robots, mentre il 14 marzo il trailer venne reso disponibile senza restrizioni su StarWars.com.

## Distribuzione
Come già avvenuto per La minaccia fantasma e L'attacco dei cloni, La vendetta dei Sith debuttò con una serie di anteprime di beneficenza nelle maggiori città statunitensi, per raccogliere fondi per organizzazioni e strutture a sostegno di giovani e famiglie. Le proiezioni anticipate, dal costo di 500 dollari a biglietto, si tennero a New York, Seattle, Los Angeles, Chicago, Washington, Boston, Denver, Atlanta, San Francisco e Miami il 12 maggio 2005, e il giorno successivo nella città natale di Lucas Modesto.
La pellicola venne presentata in anteprima il 15 maggio 2005 fuori concorso al Festival di Cannes, per poi debuttare in gran parte del mondo giovedì 19 maggio; così da coincidere con la data di uscita, sei anni prima, de La minaccia fantasma, in modo analogo a come Guerre stellari e Il ritorno dello Jedi debuttarono lo stesso giorno a distanza di sei anni l'uno dall'altro. Una settimana prima dell'uscita, la società di outplacement statunitense Challenger, Gray & Christmas stimò che l'assenteismo dei lavoratori per vedere il film nei primi due giorni di programmazione avrebbe causato nei soli Stati Uniti una perdita di produttività di 627 milioni di dollari.

### Data di uscita
Le date di uscita internazionali nel corso del 2005 furono:
- 17 maggio in Kuwait
- 18 maggio in Austria, Bahrein, Belgio, Egitto, Francia (Star Wars: Episode III - La revanche des sith), Paesi Bassi, Svizzera e Uruguay
- 19 maggio in Argentina, Australia, Bulgaria, Brasile (Star Wars: Episodio III - A vigança do Sith), Canada, Cile, Cina (星球大战III：西斯的反击), Colombia, Costa Rica, Croazia, Danimarca, Filippine, Finlandia (Star Wars: Episodi III - Sithin kosto), Germania (Star Wars: Episode III - Die Rache der Sith), Guatemala, Hong Kong, Honduras, Indonesia, Irlanda, Israele, Kazakistan, Libano, Messico, Norvegia, Nuova Zelanda, Panama, Perù, Polonia, Portogallo, Regno Unito, Repubblica Ceca, Repubblica Dominicana, Russia, Singapore, Slovacchia, Slovenia, Spagna (Star Wars: Episodio III - La venganza de los Sith), Stati Uniti d'America (Star Wars: Episode III Revenge of the Sith), Sudafrica, Svezia (Star Wars: Episod III Mörkrets hämnd), Thailandia, Turchia, Ungheria
- 20 maggio in Ecuador, Estonia, Grecia, India, Islanda, Italia (Star Wars: Episodio III - La vendetta dei Sith), Lituania, Romania, Taiwan
- 26 maggio in Corea del Sud
- 27 maggio in Macedonia del Nord
- 9 luglio in Giappone (スターウォーズ: エピソードIII - Sithの報復?, Sutā Wōzu: Shisu no fukushū)
- 15 luglio in Vietnam

### Divieti
Il film fu distribuito - prima occorrenza nella saga di Guerre stellari - con il visto censura PG-13, "divieto di visione ai minori di 13 anni non accompagnati", in gran parte delle nazioni in cui uscì, eccezione fatta per Brasile, Germania, Islanda e Regno Unito, dove fu vietato ai minori di 12 anni, mentre a Singapore, in Australia, Canada, Corea del Sud, Filippine, Giappone, Italia, Messico, Spagna e Ungheria fu consentita la visione a tutti. Questi divieti, i più restrittivi di tutta la saga, furono imposti poiché la storia appariva più tragica, dura e cupa rispetto alle pellicole precedenti, e a causa di diverse scene intense, cariche di un peso emotivo molto forte e di una dose di violenza piuttosto spinta.

### Edizione italiana
Il doppiaggio italiano del film venne eseguito dalla Dubbing Brothers International Italia. Vennero riconfermati Mauro Trentini ai dialoghi e, inizialmente, Claudio Sorrentino alla direzione del doppiaggio: entrambi avevano già lavorato al secondo episodio della trilogia prequel. Sorrentino promosse un sondaggio online tra gli appassionati della saga sul sito GuerreStellari.net, per decidere se mantenere per Dart Fener il nome italiano o se ripiegare sull'originale Darth Vader; sondaggio che si concluse con il 56,5% delle preferenze per l'adattamento storico. Nel 2004, tuttavia, Sorrentino fu sollevato dall'incarico e sostituito, su esplicita richiesta della casa di produzione statunitense, da Francesco Vairano. Sempre dietro pressioni dello studio, Vairano cambiò le voci di Palpatine e Dooku: i provini dei personaggi vennero vinti dallo stesso Vairano e da Omero Antonutti. Altro cambiamento avvenne per Yoda, doppiato da Sandro Pellegrini a causa della morte di Marcello Mandò, precedente doppiatore del personaggio.

### Edizioni home video
La vendetta dei Sith fu il primo film di Guerre stellari a non essere distribuito globalmente in formato VHS, a causa del progressivo restringimento del mercato delle videocassette in favore dei DVD. I soli Paesi in cui, ciononostante, vennero commercializzati VHS del film furono, nel novembre 2005, l'Australia, la Finlandia, la Germania, l'Italia e il Regno Unito.
Il DVD del film entrò in commercio negli Stati Uniti a partire dal 1º novembre 2005, in un cofanetto composto da due dischi contenenti il film nella versione cinematografica, il commento audio di George Lucas, Rick McCallum, Rob Coleman, John Knoll e Roger Guyett, e una serie di contenuti supplementari, tra cui scene tagliate, il documentario In un minuto sulla realizzazione del film, gallerie promozionali, trailer, spot televisivi, un video musicale e una serie di documentari web originariamente apparsi sul sito ufficiale della saga. Il film subì una singola modifica: nel finale la versione cinematografica mostrava il passaggio tra l'inquadratura di Obi-Wan sulla nave che sta lasciando Mustafar e quella su Anakin in agonia con una tendina, mentre il DVD la sostituì con un taglio netto. Il DVD ottenne ottime recensioni, arrivando perfino a superare, per alcuni, l'esperienza cinematografica: «se non siete fortunati abbastanza da vivere vicino a un cinema con un proiettore digitale, non avete mai visto davvero questo film. L'immagine del DVD, proveniente direttamente dal master digitale del film, non è niente in confronto all'immagine su pellicola. I colori sono espressivi e audaci, gli incarnati accurati e le spade laser cristalline. Ci sono scene che vorrete rivedere più e più volte tanto sono belle». Critiche più severe vennero riservate al compartimento di contenuti speciali, ritenuti discreti ma non in quantità sufficiente, tanto da far ipotizzare un'eventuale riedizione futura da parte della Lucasfilm. Il 4 novembre 2008 i tre DVD dei prequel vennero riediti in un unico cofanetto con una nuova grafica, senza contenuti aggiuntivi.
Il 16 settembre 2011 uscì l'intera esalogia in Blu-ray in tre cofanetti: uno contenente la trilogia originale, un altro la trilogia prequel e uno con la saga completa. I tre dischi di materiale aggiuntivo comprendevano Gli archivi di Star Wars, con scene tagliate, modellini, costumi e interviste, e vari documentari. Il film venne modificato solo minimamente, ripristinando il passaggio a tendina tra l'inquadratura di Obi-Wan sulla nave che sta lasciando Mustafar e quella su Anakin in agonia, della versione cinematografica, che era stato tolto nel DVD. Le recensione alla versione in Blu-ray del film furono molto positive: la riduzione digitale del rumore, seppur utilizzata in minima parte, migliorò il quadro, contrariamente all'effetto negativo prodotto sui precedenti episodi, e fece emergere nuovi dettagli, come la pienezza degli incarnati e i peli di barbe e capelli, mentre il bilanciamento del colore rese i colori più intensi e vibranti, con contrasti ben definiti, zone di nero ben compatte e tonalità vivide. I commentatori elogiarono il lavoro di trasferimento, reso ottimale dal girato in partenza in alta definizione, definendo il terzo prequel il migliore dei tre dal punto di vista dell'immagine: «anche se non è miglior film della saga, è di sicuro quello che si vede meglio», e il compartimento audio «materiale da demo».

### Versione 3D
Il 28 settembre 2010 venne annunciato che tutti i sei film della serie sarebbero stati convertiti in 3D da parte di Prime Focus sotto stretta sorveglianza della Industrial Light & Magic e sarebbero poi stati ridistribuiti in ordine di episodio; La minaccia fantasma fu il primo film della serie a subire il trattamento e a essere proiettato al cinema nel febbraio 2012. La vendetta dei Sith era originariamente previsto per il 4 ottobre 2013, ma il 28 gennaio 2013 la Lucasfilm annunciò che le uscite degli episodi II e III erano state accantonate per concentrarsi sullo sviluppo di Star Wars - Il risveglio della Forza. La conversione in 3D del film venne poi proiettata in anteprima il 17 aprile 2015 alla Star Wars Celebration ad Anaheim.

## Accoglienza

### Incassi

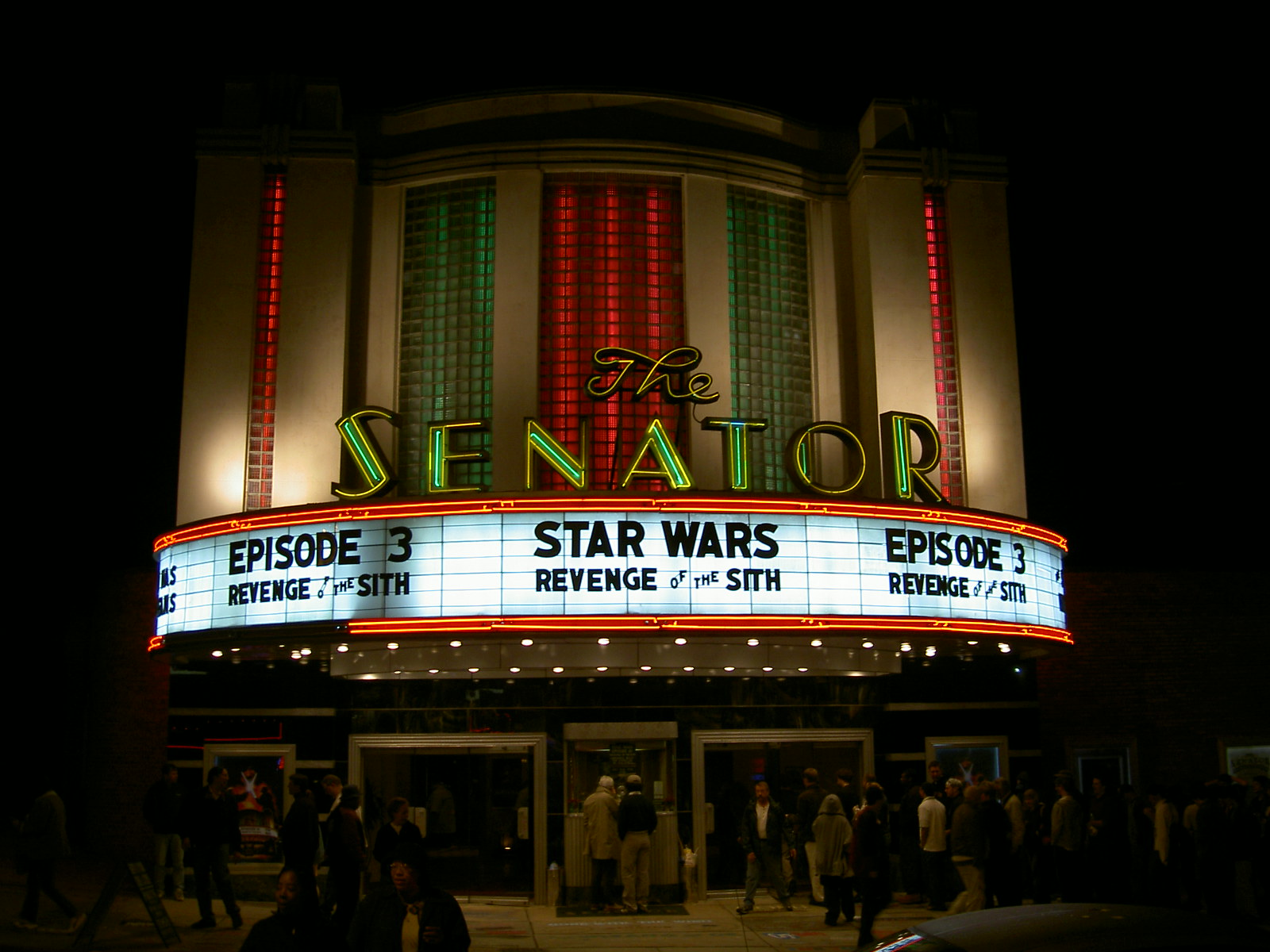
Insegna del film al Senator Theatre di Baltimora

La vendetta dei Sith debuttò nei cinema statunitensi giovedì 19 maggio 2005, guadagnando 16,9 milioni di dollari dalle 2 900 proiezioni di mezzanotte. In totale l'incasso del primo giorno di programmazione ammontò a 50 milioni da 3 661 cinema, record assoluto all'epoca. Con i soli guadagni del 19 maggio il film infranse quattro record: maggior incasso per una proiezione notturna (precedentemente appartenuto a Il Signore degli Anelli - Il ritorno del re, con 8 milioni), miglior incasso per il giorno d'apertura (Spider-Man 2, con 40,4 milioni), incasso per il singolo giorno (Shrek 2 con 44,8 milioni) e miglior incasso del giovedì (Matrix Reloaded con 37,5 milioni).
Il film concluse il suo primo fine settimana con 158,4 milioni di dollari di incassi, ottenendo anche il record per i migliori due, tre e quattro giorni di programmazione al botteghino. In soli cinque giorni il film divenne il maggior incasso negli Stati Uniti dell'anno. Il risultato fu per certi versi insperato, poiché il periodo non era dei più redditizi e La minaccia fantasma e L'attacco dei cloni avevano raccolto consensi contrastanti; il motivo del successo più ampio del previsto venne identificato da Bruce Snyder, capo del reparto di distribuzione della 20th Century Fox, nel fatto di aver aperto in un maggior numero di cinema rispetto ai due prequel, per l'attesa e la curiosità che si era venuta a creare per l'ultimo episodio della serie e per essere riuscito ad attirare gli adulti che erano cresciuti con la trilogia originale. Il film smise di essere proiettato nei cinema statunitensi il 20 ottobre 2005, arrivando a guadagnare 380 270 577 dollari.
Uscito nel maggio del 2005 in gran parte del mondo, il film riportò un successo simile a quello sperimentato negli Stati Uniti, superando, con 145,5 milioni di dollari per i primi cinque giorni di programmazione, il record de Il Signore degli Anelli - Il ritorno del re per il miglior debutto internazionale, e rivelandosi inizialmente più lucrativo dei due prequel. La pellicola incassò internazionalmente 469 727 028 dollari, per un totale globale di 849 997 605 dollari, classificandosi seconda, dietro a Harry Potter e il calice di fuoco, nella classifica del film più remunerativi dell'anno. I mercati più redditizi furono il Giappone (82,6 milioni), il Regno Unito (72,8 milioni), la Francia (56,8 milioni), la Germania (47,3 milioni) e l'Australia (27,2 milioni).
Le successive riedizioni hanno portato l'incasso complessivo a oltre 905 milioni di dollari.

### Critica
L'aggregatore di recensioni Rotten Tomatoes registrò che delle 306 valutazioni raccolte il 79% risultava positivo, con una media voto di 7,3/10, e con il consenso critico che recita: «Con Star Wars: Episodio III - La vendetta dei Sith, George Lucas porta la sua seconda trilogia di Guerre stellari a una conclusione adeguatamente emozionante e spesso toccante, sebbene ancora leggermente incostante». Su Metacritic, invece, la pellicola riportò una valutazione di 68/100, basata su 40 recensioni professionali.
La maggior parte della critica fu d'accordo nel considerare La vendetta dei Sith il migliore dei film della trilogia prequel. A. O. Scott del New York Times affermò che era il migliore dei quattro episodi diretti da Lucas e al livello de L'Impero colpisce ancora per il ruolo di «film più ricco, impegnativo e stimolante del ciclo». Roger Ebert diede al film una valutazione di tre stelle e mezzo su quattro, affermando che «se Lucas era stato affossato da troppa solennità e teoria ne L'attacco dei cloni, la Forza è di migliore umore stavolta, e La vendetta dei Sith offre un gran bell'intrattenimento». Opinione condivisa da Mark Rahner del Seattle Times, per il quale con questa pellicola Lucas si era ripreso da una china negativa che aveva reso i film da Il ritorno dello Jedi uno peggiore dell'altro: «non è perfetta, ma supera le basse aspettative ed è un addio emozionato e divertente alla saga, riallacciandosi con grazia al film originale», e da Glen Oliver di IGN, secondo cui «La vendetta dei Sith non è il "capolavoro" che qualcuno sostiene. È semplicemente un episodio molto più valido di quelli che ci sono stati propinati recentemente» che, pur con le sue imperfezioni, «cerca audacemente di emulare la trilogia di partenza, mantenendo al tempo stesso dei tratti unici e caratteristici». Pur mettendo in luce la superiorità della pellicola rispetto ai due precedenti episodi, alcuni critici rimasero scettici sul suo valore: come Desson Thomson del Washington Post che affermò che «non aggiunge niente di troppo soddisfacente o avvincente al quadro generale» e non riesce a rendere giustizia alla propria storia e al materiale d'origine; o Anthony Lane del New Yorker che stroncò il film con la frase: «l'opinione generale considera il film un miglioramento rispetto agli altri due episodi; è vero, ma nella stessa maniera per cui morire di cause naturali è preferibile alla crocifissione».
Le lacune del film vennero identificate nella sceneggiatura e nei dialoghi, da più parti considerati il vero tallone di Achille di Lucas, come da lui stesso più volte pubblicamente ammesso. Dietro una falsa aria di ricercatezza, i dialoghi vennero giudicati rigidi e privi di ironia, troppo inclini allo sproloquio e alle affermazioni banali invece che a suggerire tramite il non detto, e a tratti «impacciati e innaturali». Ciò risultò evidente soprattutto nelle scene d'amore tra Anakin e Padmé, con Roger Ebert che ebbe a dire: «i biglietti d'auguri sono più intensi e passionali dei dialoghi tra i due innamorati». Se da una parte la trattazione venne ritenuta «semplicistica e poco convincente», fu opinione comune che il film risultasse comunque immaginativo, piacevole e divertente, e un collegamento ben orchestrato tra la trilogia prequel e quella originale. Per Kirk Honeycutt di Hollywood Reporter «guardare questi destini compiersi con tale tragica inevitabilità, guardare ogni pezzo andare al suo posto, è genuinamente emozionante», mentre Todd McCarthy di Variety scrisse in una recensione ampiamente positiva che il film era «interessante dall'inizio alla fine e addirittura affascinante a tratti». Un altro giornalista del Washington Post, Stephen Hunter, definì la storia una tragedia faustiana, per come analizza puntualmente la caduta di una figura forte, carismatica e intelligente in una spirale di pazzia e distruzione, e si interroga su cosa renda l'uomo veramente malvagio. Anche il comparto tecnico e le scene d'azione raccolsero ampi consensi, con il film definito un trionfo visivo, un piacere per gli occhi e mozzafiato, sebbene a volte un po' freddo e impersonale per via dell'uso estensivo della grafica computerizzata.
Nonostante Lucas si fosse affidato a un istruttore di recitazione per migliorare il rendimento degli attori, che era già stato criticato nei due episodi precedenti, anche qui la recitazione ricevette varie note di biasimo da parte della critica. Thomson affermò che «i personaggi — per come sono scritti, come sono scritturati e come sono interpretati — inficiano il valore dell'intero film». Altri critici definirono lo stile interpretativo come legnoso, monotono e scialbo, bocciando soprattutto le prestazioni di Hayden Christensen come Anakin e di Natalie Portman come Padmé. Migliori furono i giudizi di Oliver e di McCarthy, che ritennero le recitazioni dei due più sciolte e affiatate di quelle mostrate ne L'attacco dei cloni, mantenendosi su livelli accettabili e credibili. Le interpretazioni di Evan McGregor nei panni di Obi-Wan e quella di Ian McDiarmid come Palpatine raccolsero invece il plauso pressoché unanime della critica per aver reso vitali e incisivi i loro personaggi. Al di fuori dell'ambito cinematografico, la critica d'arte Camille Paglia definì il lavoro di Lucas come la più grande opera d'arte degli ultimi trent'anni: «ha un valore artistico, un potere emozionale e un impatto globale maggiori di qualsiasi artista contemporaneo».
Giudizi perlopiù positivi giunsero anche dalla critica internazionale. In Francia, il sito AlloCiné riportò per il film una media voto di 3,9/5 in base a 23 recensioni professionali, tra cui France Soir, Libération, Le Monde e Cahiers du cinéma. In Germania, l'agenzia governativa per la valutazione dei film e dei media (Deutsche Film- und Medienbewertung) assegnò alla pellicola il giudizio massimo, ovvero "di grande valore", elogiandone in particolare il comparto tecnico. Per quanto concerne la critica britannica, Peter Bradshaw del Guardian, in una recensione molto negativa, esternò la sua disapprovazione per un prodotto giudicato vuoto e artefatto, a cui manca «disperatamente una scintilla di vero dramma». Positiva invece l'impressione di James Bregman della BBC e di Colin Kennedy di Empire, che rimasero piacevolmente sorpresi e in larga parte soddisfatti dal film: «questo finale lungamente atteso è imperfetto, con lampi di assoluta genialità accostati a momenti scandalosamente sciocchi. Tuttavia La vendetta dei Sith è più spesso mozzafiato che ridicolo e non dovrebbe deludere gli appassionati che hanno aspettato 28 anni per vedere la conclusione della serie». In ottica italiana, Marco Consoli, sul mensile Ciak descrisse il film come «un viaggio negli abissi dell'animo umano, che Lucas conduce con perfetto controllo della sua miracolosa tavolozza digitale». Marco Spagnoli dal sito Fantascienza.com affermò che il film è reso repulsivo dal suo andamento nevrotico e dalle potenzialità inespresse: «le situazioni sono affascinanti, le parole sono mediocri; il tema è fortissimo e seducente, il suo sviluppo è in certi momenti imbarazzante». Su una delle sezioni del sito Fantasy Magazine, Massimo Manganelli sottolineò le mancanze del regista: «Lucas mostra tutti i difetti del suo cinema, che erano forse un tempo scusabili con la sua giovane età: i dialoghi sono farciti di frasi fatte e luoghi comuni da bastare per dieci pellicole [...] le sue sceneggiature sono piene di incongruenze e buchi che la grandeur scenografica non riesce più a mascherare». Roberto Nepoti, invece, su la Repubblica scrisse che: «il popolo degli appassionati sarà contento dell'ultimo atto. Come nelle degustazioni più ricercate, Lucas ha riservato il meglio per la fine».
Molti si espressero a favore del film anche per la capacità di trattare temi vicini alla situazione politica statunitense dell'epoca: la scena della nascita dell'Impero, in cui Padmé pronuncia la frase «è così che muore la libertà: sotto scroscianti applausi», così come le manovre di Palpatine, atte a rendere la galassia un posto più sicuro, o l'affermazione di Anakin «se non sei con me, sei mio nemico», vennero interpretate come una critica da parte di Lucas all'amministrazione Bush, al Patriot Act e al coinvolgimento statunitense in Iraq. A tal proposito Lucas affermò che le radici della sua critica affondavano piuttosto nella guerra del Vietnam e nella presidenza Nixon, quando iniziò a concepire la storia, ma che processi simili in cui democrazie si trasformano in dittature con il consenso, aperto o tacito, del popolo si ritrovano nella storia fin dall'antichità.

## Riconoscimenti
Nonostante fosse il film della trilogia prequel accolto più positivamente da parte della critica, La vendetta dei Sith ricevette meno candidature a premi e riconoscimenti dei precedenti due episodi. Divenne l'unico titolo della saga di Guerre stellari a non essere candidato per l'Oscar ai migliori effetti speciali; ottenne però una nomination all'Oscar al miglior trucco, che venne poi vinto da Le cronache di Narnia - Il leone, la strega e l'armadio. D'altro canto, dei tre prequel, fu quello con meno candidature ai Razzie Awards, solo una per Hayden Christensen come peggior attore non protagonista, e l'unico a non essere nominato nella categoria per il peggior film.
- 2006 - Premio Oscar[131]
  - Candidatura per il miglior trucco a Dave Elsey e Nikki Gooley
- 2006 - Grammy Award[134]
  - Candidatura per la miglior colonna sonora di un film, programma televisivo o altro media visuale a John Williams
- 2006 - MTV Movie Awards[135]
  - Miglior cattivo a Hayden Christensen[136]
  - Candidatura per il miglior eroe a Ewan McGregor
  - Candidatura per il miglior combattimento a Ewan McGregor e Hayden Christensen
- 2005 - Teen Choice Awards[137]
  - Miglior film d'azione/avventura/thriller
  - Candidatura per il miglior attore in un film d'azione/avventura/thriller a Hayden Christensen
  - Candidatura per la miglior attrice in un film d'azione/avventura/thriller a Natalie Portman
  - Candidatura per il miglior cattivo a Hayden Christensen
  - Candidatura per il miglior cattivo a Ian McDiarmid
  - Candidatura per il miglior combattimento a Ewan McGregor
- 2005 - Satellite Award[138]
  - Miglior suono a Tom Myers, Christopher Scarabosio, Andy Nelson, Paul 'Salty' Brincat, Ben Burtt e Matthew Wood
  - Migliori effetti visivi a John Knoll, Roger Guyett, Rob Coleman e Brian Gernand
  - Candidatura per la migliore scenografia a Gavin Bocquet e Richard Roberts
  - Candidatura per il miglior DVD
- 2005 - Razzie Awards[139]
  - Peggior attore non protagonista a Hayden Christensen
- 2005 - Visual Effects Society Awards[140]
  - Candidatura Best Single Visual Effect of the Year a John Knoll, Jill Brooks, David Weitzberg e Jeff Sutherland
  - Candidatura Outstanding Created Environment in a Live Action Motion Picture a Jonathan Harb, Hilmar Koch, Yanick Dusseault e Brett Northcutt
  - Candidatura Outstanding Models and Miniatures in a Motion Picture a Brian Gernand, Pamela J. Choy, Ron Woodall e Kevin Reuter
  - Candidatura Outstanding Visual Effects in an Effects Driven Motion Picture a John Knoll, Roger Guyett, Rob Coleman e Denise Ream
- 2005 - Hollywood Film Festival[141]
  - Hollywood Movie of the Year a George Lucas

- 2005 - Mainichi Film Concours[142]
  - Miglior film straniero
- 2006 - Awards of the Japanese Academy[143]
  - Candidatura per il miglior film in lingua straniera
- 2006 - Empire Awards[144]
  - Miglior fantasy
  - Miglior scena
  - Candidatura per il miglior film
- 2006 - Costume Designers Guild Awards[145]
  - Candidatura per i miglior costumi in un film fantasy a Trisha Biggar
- 2006 - People's Choice Awards[146]
  - Miglior film
  - Miglior film drammatico
- 2006 - Saturn Award[147][148]
  - Miglior film di fantascienza
  - Miglior colonna sonora a John Williams
  - Candidatura per il miglior regia a George Lucas
  - Candidatura per la miglior sceneggiatura a George Lucas
  - Candidatura per il miglior attore a Hayden Christensen
  - Candidatura per la miglior attrice a Natalie Portman
  - Candidatura per il miglior attore non protagonista a Ian McDiarmid
  - Candidatura per i migliori effetti speciali a John Knoll, Roger Guyett, Rob Coleman e Brian Gernand
  - Candidatura per i migliori costumi a Trisha Biggar
  - Candidatura per il miglior trucco a Dave Elsey e Nikki Gooley
- 2006 - Golden Reel Awards
  - Candidatura per il miglior montaggio sonoro in un lungometraggio - effetti sonori e rumorista a Ben Burtt, Matthew Wood, Teresa Eckton, Steve Slanec, Kevin Sellers, Ellen Heuer, Dennie Thorpe e Jana Vance[149]
- 2011 - Satellite Award[150]
  - Migliori extra del DVD per Star Wars - La saga completa
  - Candidatura per il miglior Blu-Ray Disc per Star Wars - La saga completa
- 2012 - Saturn Award[151]
  - Candidatura per la miglior collezione DVD per Star Wars - La saga completa
- 2012 - Golden Trailer Awards[152]
  - Candidatura per la pubblicità più innovativa per un marchio/prodotto per Star Wars - La saga completa
- 2005 - Teen Choice Awards
  - Teen Choice Award for Choice Movie – Action

## Altri media

Copertina dell'edizione italiana del fumetto Star Wars: Episodio III - La vendetta dei Sith

Il film venne adattato in una varietà di media differenti. Un romanzo, intitolato Star Wars: Episodio III - La vendetta dei Sith, fu scritto da Matthew Stover e pubblicato il 2 aprile 2005 da Del Rey Books. Il libro si discosta dalla pellicola per alcuni dettagli, come l'assenza del montaggio relativo all'Ordine 66, descritto solo brevemente, l'accorciamento del duello tra Anakin e Obi-Wan, o la presenza delle scene tagliate, che riguardano Bail Organa, Mon Mothma e la formazione dell'Alleanza Ribelle. L'adattamento venne accolto molto positivamente dal pubblico e dalla critica, per il fatto di reggersi egregiamente anche come opera a sé stante, per includere più dialoghi, spiegazioni e dettagli che aiutano a chiarire alcuni punti trattati troppo sbrigativamente nel film, e per una caratterizzazione dei personaggi, delle loro idee e motivazioni, più approfondite. Un romanzo per ragazzi omonimo venne scritto da Patricia C. Wrede e pubblicato nel 2005 da Scholastic. Un adattamento a fumetti, Star Wars: Episodio III - La vendetta dei Sith, venne pubblicato in quattro parti dalla Dark Horse Comics tra il 16 marzo e il 20 aprile 2005, scritto da Miles Lane e disegnato da Doug Wheatley.
Un videogioco tratto dal film e intitolato anch'esso Star Wars Episodio III: La vendetta dei Sith venne sviluppato da LucasArts e pubblicato il 5 maggio 2005. Il gioco ricalca fedelmente la storia narrata nella pellicola, integrando anche degli spezzoni di film, mentre alcuni livelli sono inediti. Il gameplay è basato essenzialmente su una trama lineare per giocatore singolo, in cui si affrontano schiere di nemici in combattimento con la spada laser, ma permette anche di giocare in multiplayer in modalità scontro o cooperativa. Un altro videogioco, basato su La vendetta dei Sith e sugli altri due film della trilogia prequel, fu LEGO Star Wars: Il videogioco, sviluppato da Traveller's Tales e pubblicato nel 2005.
Altri prodotti tie-in derivati dal film furono The Making of Star Wars: Episode III - Revenge of the Sith, un libro di grande formato in cui viene raccontata la storia produttiva del film, e The Art of Star Wars: Episode III - Revenge of the Sith, un volume che riproduce un'ingente quantità di disegni, schizzi e dipinti realizzati dai concept artist; scritti entrambi da Jonathan W. Rinzler e pubblicati il 2 aprile 2005 da Del Rey. Dal 2005 al 2006, inoltre, l'azienda specializzata in giocattoli Hasbro produsse una gamma di action figure e giochi interamente dedicata a La vendetta dei Sith.